# Marco (dessinateur)
Pour les articles homonymes, voir Marco.
Marco Ilin, dit Marco, est un dessinateur de bande dessinée Canadien (d'origine Serbe).

## Biographie
Marco Ilïn est né en Roumanie puis sa famille s'installe au Québec en 1981.

## Publications
- Billy the Cat, bande dessinée créée par Stéphan Colman et Stephen Desberg
- 7 La Bande à Billy, Dupuis, Marcinelle, février 2002
Scénario : Stephen Desberg - Dessin : Marco Ilïn - Couleurs : Béatrice Delpire